# یواس‌اس تنگ (اس‌اس-۳۰۶)
یواس‌اس تنگ (اس‌اس-۳۰۶) (به انگلیسی: USS Tang (SS-306)) یک زیردریایی بود که طول آن ۳۱۱ فوت ۱۰ اینچ (۹۵٫۰۵ متر) بود. این زیردریایی در سال ۱۹۴۳ ساخته شد.